# Prismognathus siniaevi
Prismognathus siniaevi is een keversoort uit de familie vliegende herten (Lucanidae). De wetenschappelijke naam van de soort is voor het eerst geldig gepubliceerd in 1997 door Ikeda.